# Shanghaiköket

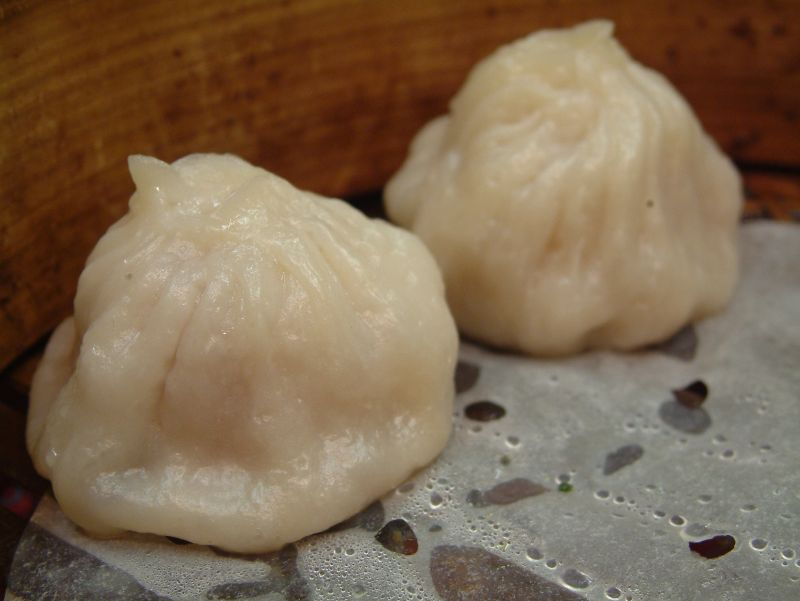
Xiaolongbao, små ångkokta knyten med köttfyllning (baozi), en specialitet från Shanghai

Shanghaiköket (上海菜, shànghǎicài), är ett av Kinas tio stora kök, berömt för att till skillnad från de flesta andra kinesiska kök inte använda sig av någon form av lök.

## Shanghaikökets rätter

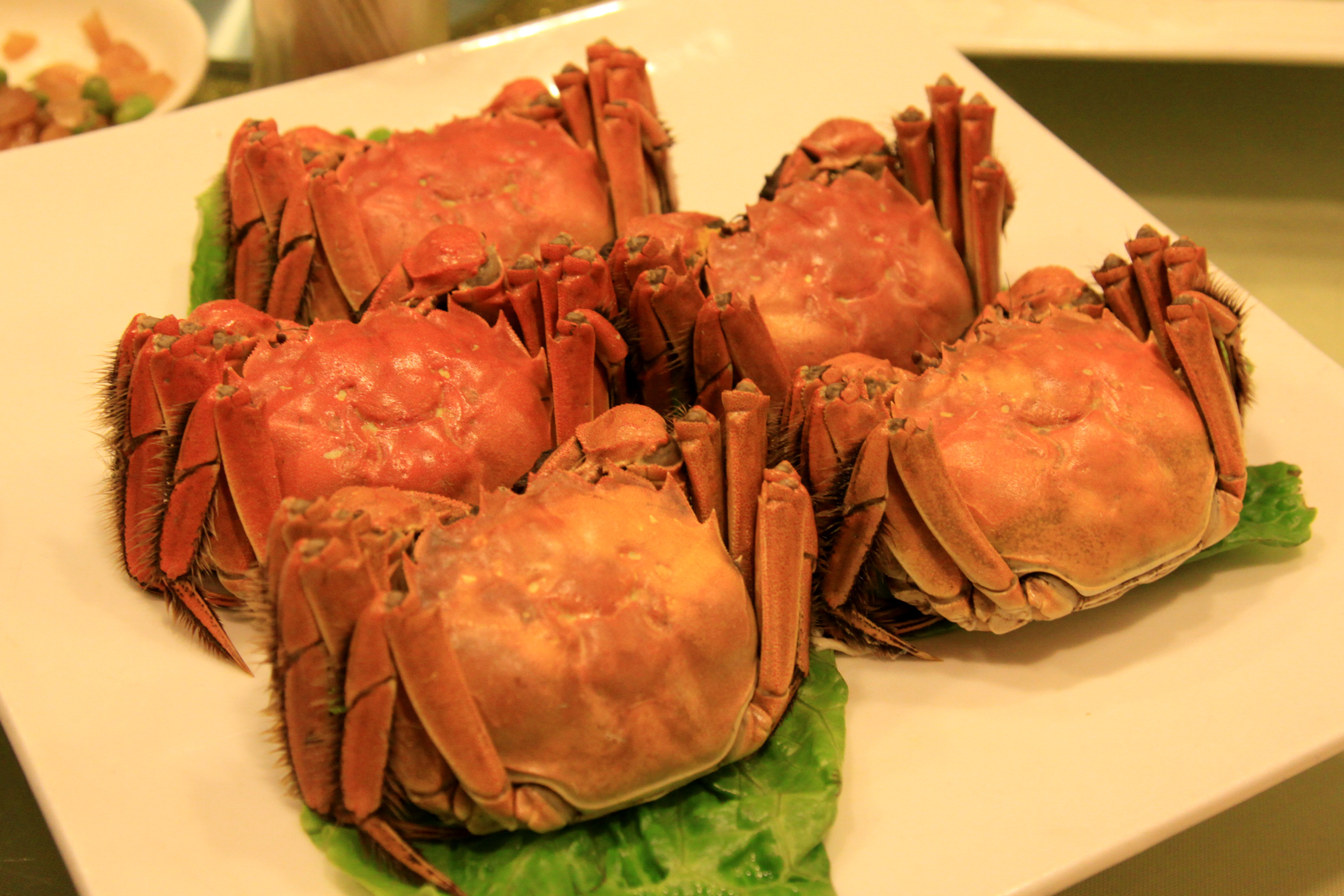
Kinesisk ullhandskrabbas ursprungliga smak bevaras bäst genom ångkokning.

### Fisk och skaldjur
Fast Shanghai är en hamnstad, åt de flesta familjer inte dagligen fisk under 1900-talet. Att äta kött ansågs vara en lyx, och den typiska måltiden bestod av grönsaker, bönor och ris. Under loppet av en månad åt de flesta familjer kött eller fisk under fyra måltider: den andra, åttonde, sextonde och tjugotredje dagen i varje månad. De dagarna blev kända som dang hun.
- Kinesisk ullhandskrabba (上海毛蟹; Shànghǎi Máo Xiè) – Krabban ångas vanligen med ingefära som smaksättning, och den äts med dippsås av risvinäger, socker och ingefära. Man blandar krabbkött med isterflott för att göra Xiefen, och att äta den i xiaolongbao eller med tofu är en annan höjdpunkt under säsongen för ullhandskrabba.[2]

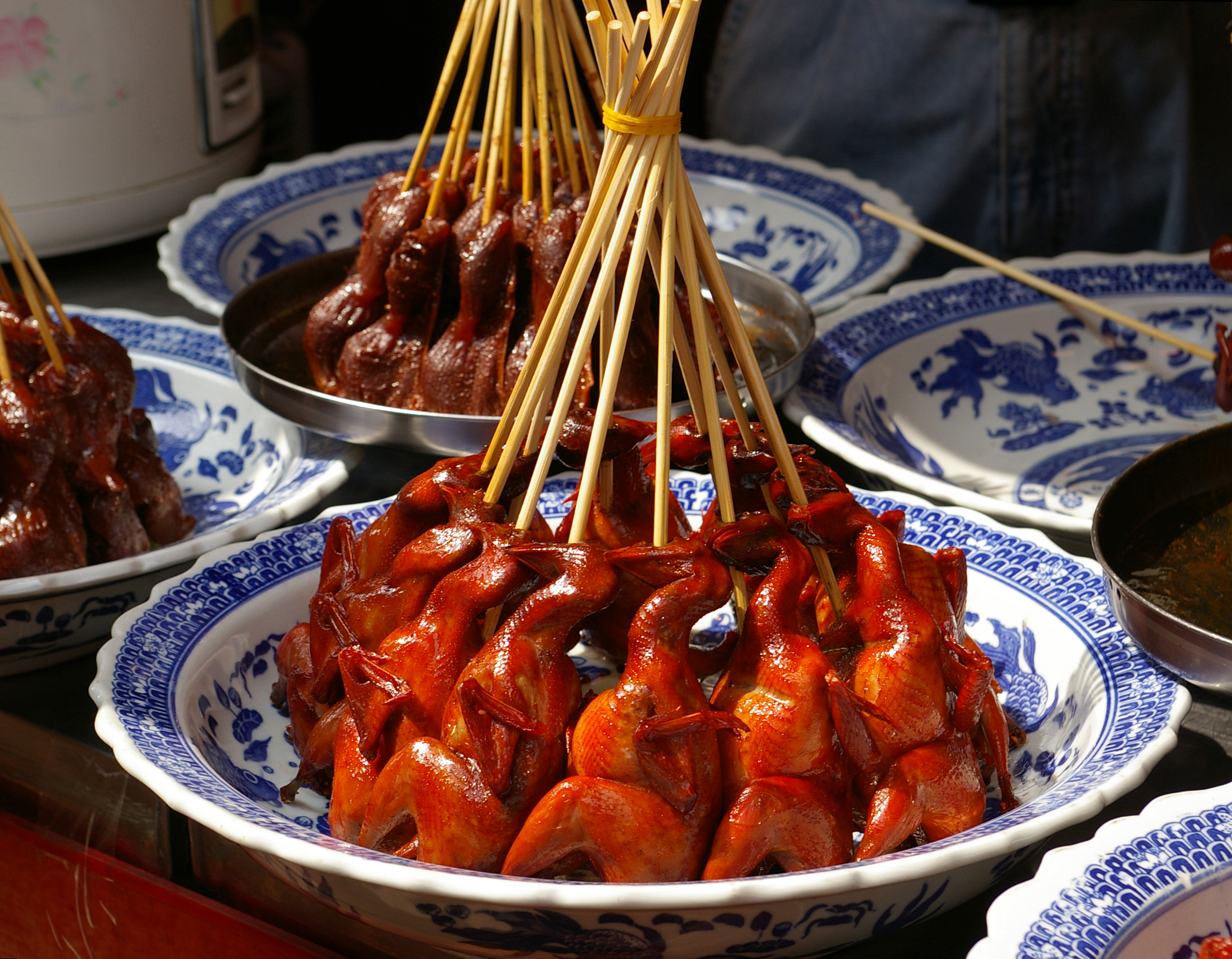
Stekt vaktel är vanlig gatumat i Qibao, Shanghai

### Kött och fjäderfä
- Beggar's chicken (叫化鸡; 叫化雞; Jiàohuā Jī) – Beggar's Chicken är en kyckling insvept i lotusblad, inpackad i lera, och rostad över eld, vilket gör köttet mört och välsmakande. Enligt en legend från Qingdynastins tid stal en tiggare en kyckling och gömde den under lera.[3]
- Lion's head (狮子头; 獅子頭; Shīzi Tóu) – Namnet kommer från en köttbulles utseende, som anses likna ett lejonhuvud, och kålen (eller andra grönsaker), som ska likna lejonets man. Rätten finns i två varianter: den vita (eller plain), och den röda (tillagad med sojasås), och serveras vanligtvis i en vit gryta.[3]
- Rödkokt sidfläsk (红烧肉; 紅燒肉; Hóngshāo Ròu) – Rätten tillagas under ganska lång tid i sojasås från Shanghai. Detta gör köttet mört och saftigt.[3]

### Snacks
- Shengjian mantou (生煎馒头; 生煎饅頭; Shēngjiān Mántóu) or Shengjianbao (生煎包; Shēngjiān bāo) – Det är en rund bulle, som liknar xiaolongbao, fast den är tjockare, på grund av att jäst har tillsatts, och den är fylld med fläsk. Den steks och smaksätts med sesamfrön och hackad schalottenlök.[4]